# Girante

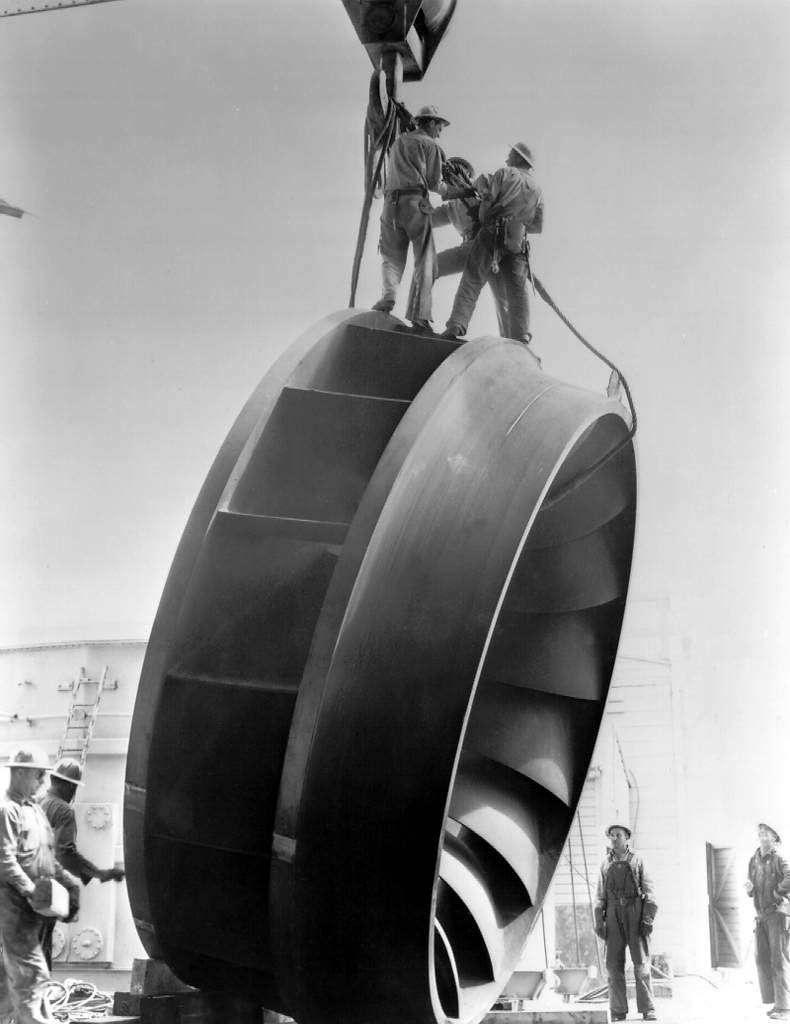
Girante di turbina Francis

La girante è un organo rotante presente nelle macchine rotanti a fluido.
Nelle macchine motrici, la girante è la parte che viene mossa dal fluido, dal quale riceve energia ed il complesso girante e guscio si definisce turbina, che abbinata ad una macchina si definisce turbomacchina.
Nelle macchine operatrici, è la girante, invece, che col suo moto trasmette al fluido l'energia (che può essere sia cinetica, sia di pressione, sia entrambe).

## Funzione
Tramite la girante avviene lo scambio di energia meccanica fra il fluido e la macchina. In una macchina operatrice tale energia sarà riconducibile a quella spesa dal motore per azionare la macchina, in quelle motrici all'energia meccanica prelevabile dall'albero di uscita. Questo bilancio non sarà in definitiva perfetto per via di forme di dissipazione che si manifestano come calore disperso e non recuperabile nell'ambiente.
Nelle parti statiche della macchina (dette statoriche), si ha solo trasformazione da energia cinetica in pressione o viceversa.

## Tipo di girante

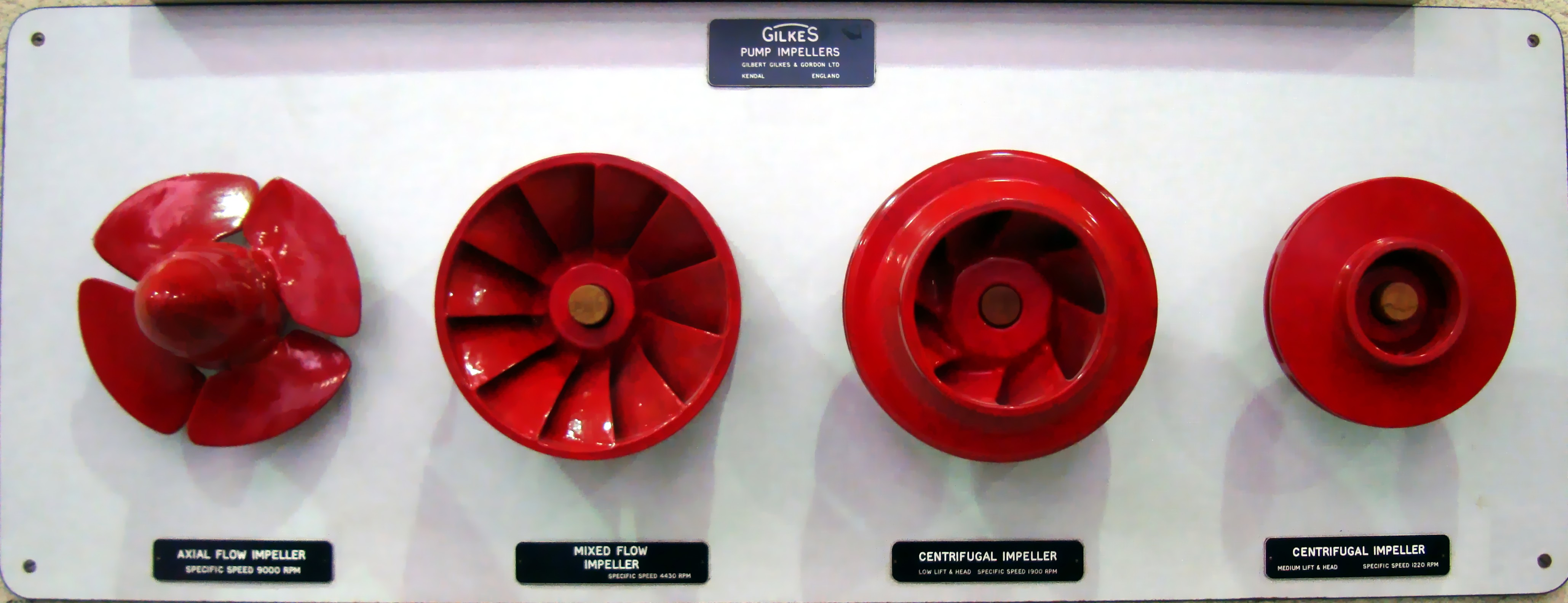
Giranti

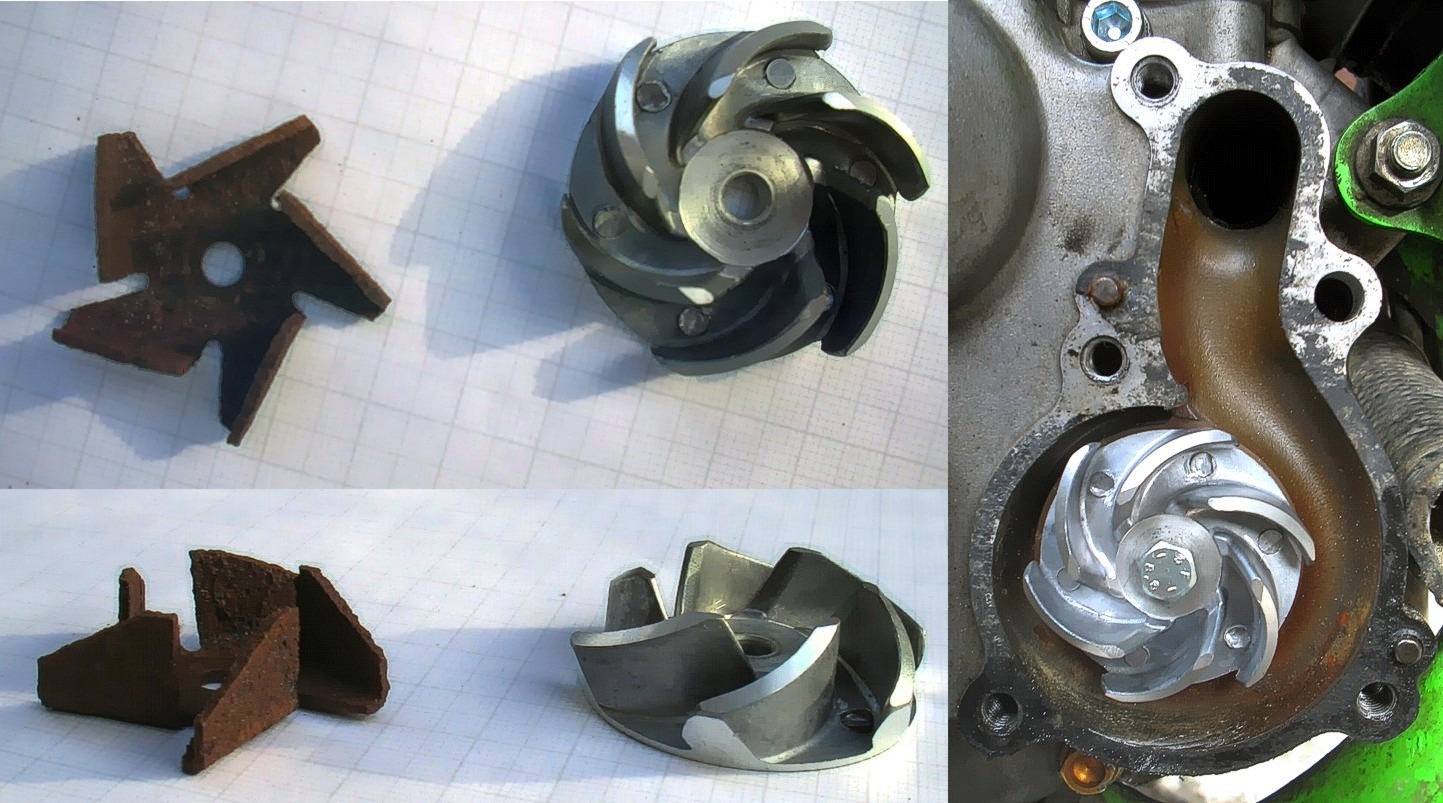
Giranti di una pompa centrifuga, a sinistra un vecchio modello di girante, al centro un modello moderno, a destra l'applicazione nella pompa acqua

Data la ampia gamma di macchine realizzate, le giranti possono avere geometrie molto diverse:
- % CtM: % della pressione totale massima
- % MC: % della portata massima
- H: Andamento della potenza assorbita
- SE: Efficienza statica
- TE: Efficienza totale
- SP: Pressione statica
- TP: Pressione totale

- Assiali
- Radiali
  - Palette dritte o radiali, solitamente le pale sono fissate anche alle estremità da un anello piuttosto che lasciate libere. Un fan a pale radiali fissate garantiscono una maggiore efficienza, evitando la flessione delle pale sotto l'azione delle forze aerodinamiche e permettendo quindi alla ventola di ruotare a velocità maggiori, garantendo pressioni maggiori.
Questo tipo di pale inoltre sono auto-pulenti e rimangono solitamente pulite, la loro efficienza supera di poco il 70%
  - Curve all'indietro, questo tipo di ventola è utilizzato per portate medio-alte, e ha una curva caratteristica molto ripida, il che implica che eventuali grandi variazioni o errori nella pressione del sistema non inducono a grandi effetti sulla portata stessa. Un altro vantaggio è la caratteristica del motore di non poter andare in sovraccarico, l'efficienza massima di questo tip o di fan è molto elevata, raggiungendo anche il 90% in situazioni particolari.
I fan a pale curvate all'indietro sono i ventilatori centrifughi con velocità operativa maggiore, ma ciò comporta una costruzione maggiormente solida e precisa della macchina, con conseguente aumento di peso e ingombro rispetto alla controparte a pale curvate in avanti, vengono utilizzate principalmente per applicazioni industriali anche grandi.
  - Curve in avanti, la portata può essere di 2,5 volte rispetto ai modelli a pale curve all'indietro, ma aumenta anche le perdite dovute alla conversione dell'energia cinetica nella voluta e per tale motivo pur con un'efficienza teorica massima del 92%, l'efficienza totale del fan raggiunge un massimo del 75% per questo motivo. Questo tipo di fan lavora essenzialmente a basse velocità e basse pressioni, ma garantisce un'elevata portata d'aria.
- A flusso misto.

## Accorgimenti
La girante lavora all'interno di una voluta, per migliorare il rendimento e ridurre le perdite dato dall'attrito del fluido spostato dalla girante e che si riversa sulla parete della voluta si possono attuare come rimedi:
- Diffusore: si tratta di un elemento posto attorno alla girante che guida il fluido azionato dalla girante tramite palette o simili, modificandone o meno le caratteristiche di pressione e velocità.
- Voluta multipla: la voluta viene generalmente divisa in due o vengono realizzate due volute distinte (conseguentemente ci saranno due uscite), in modo da svolgere in parte l'effetto del diffusore.